# Tough Love (album Jessie Ware)
Tough Love – drugi album studyjny angielskiej wokalistki Jessie Ware, którego premiera odbyła się 13 października 2014 roku.
W Polsce uzyskał status podwójnie platynowej płyty.

## Lista utworów
Pierwsze 11 utworów znalazło się na standardowej wersji albumu, natomiast piosenki 12-15 zostały umieszczone na rozszerzonym wydaniu płyty.
| 1.  | „Tough Love”                  | 3:26  |
|     |                               |       |
| 2.  | „You & I (Forever)”           | 3:58  |
|     |                               |       |
| 3.  | „Cruel”                       | 3:52  |
|     |                               |       |
| 4.  | „Say You Love Me”             | 4:17  |
|     |                               |       |
| 5.  | „Sweetest Song”               | 3:27  |
|     |                               |       |
| 6.  | „Kind of...Sometimes...Maybe” | 3:34  |
|     |                               |       |
| 7.  | „Want Your Feeling”           | 4:21  |
|     |                               |       |
| 8.  | „Pieces”                      | 3:25  |
|     |                               |       |
| 9.  | „Keep on Lying”               | 3:28  |
|     |                               |       |
| 10. | „Champagne Kisses”            | 3:22  |
|     |                               |       |
| 11. | „Desire”                      | 3:25  |
|     |                               |       |
| 12. | „All On You”                  | 5:13  |
|     |                               |       |
| 13. | „Share It All”                | 4:18  |
|     |                               |       |
| 14. | „The Way We Are”              | 3:29  |
|     |                               |       |
| 15. | „Midnight Caller”             | 4:38  |
|     |                               |       |
|     |                               | 58:13 |
|     |                               |       |

## Certyfikat
| Kraj          | Certyfikat         | Sprzedaż |
| ------------- | ------------------ | -------- |
| Polska (ZPAV) | 2x platynowa płyta | 40 000+  |